# Cassine
Cassine – miejscowość i gmina we Włoszech, w regionie Piemont, w prowincji Alessandria.
Według danych na styczeń 2010 gminę zamieszkiwało 3088 osób przy gęstości zaludnienia 92,1 os./1 km².